# Valentin Ciucă
Valentin Ciucă (n. 23 martie 1943, Vălenii de Munte, România – d. 14 octombrie 2023) a fost un critic de artă și eseist român.

## Biografie
Valentin Ciucă a absolvit cursurile Facultății de Filologie (1968) și apoi pe cele ale Facultății de Drept (1978) din cadrul Universității "Al. I. Cuza" din Iași. 
După absolvirea primei facultăți, începând din anul 1969 a lucrat ca muzeograf, bibliotecar, director al Școlii populare de artă și apoi ca director al Muzeului de artă din Piatra Neamț. Între anii 1990-1995 a fost redactor șef adjunct al Studioului de radioteleviziune Iași, apoi în perioada 1995-2004 a îndeplinit funcția de director al Studioului de Radio Iași. 
A publicat după anul 2000 sinteza privind arta europeană Pictori și capodopere, albumul omagial Ion Irimescu și, în 2004, Un secol de arte frumoase la Iași. În paralel, s-a consacrat editării unor jurnale de călătorie.
Valentin Ciucă a publicat numeroase cronici plastice, studii și eseuri pe teme de artă în revistele: "Contemporanul", "Convorbiri literare", "Cronica", "Steaua", "România literară", "Ateneu", "Caiete critice", "Tribuna", "Symposion" etc. Este membru al Uniunii Scriitorilor din România și al Uniunii Artiștilor Plastici, secția de critică (din 1990); al Asociației Internaționale a Criticilor de Artă - UNESCO; al Academiei Oamenilor de Știință din România; și al Academiei Di Pontzen, Neapole (Italia).
În anul 2004 i s-a decernat de către Președinția României Ordinul Meritul Cultural în grad de Ofițer.

## Lucrări publicate
- Colocvii pentru mai târziu (Ed. Junimea, Iași, 1980) - reportaje;
- Pe urmele lui Calistrat Hogaș (Ed. Sport Turism, 1981);
- Vorel Lascăr (Ed. Meridiane, 1982) - album;
- Vernisaje elective: Evocări, medalioane, cronici de expoziții (Ed. Junimea, 1983);
- Constantin D.Stahl (Ed. Meridiane, 1984);
- Ștefan Luchian (Ed. Meridiane, 1984) - album;
- Pe urmele lui N.N.Tonitza (Ed. Sport Turism, 1985);
- Urme sub cupola lumii (Ed. Junimea, 1985);
- Aurel Băeșu (Ed. Meridiane, 1987) - monografie;
- Pe urmele lui Nicolae Grigorescu (Ed. Sport Turism, 1987);
- Acuarela contemporană românească (Ed. Meridiane, 1988);
- Elena Uța Chelaru (Ed. Meridiane, 1990);
- Pe urmele lui Ștefan Luchian (Ed. Sport Turism, 1990);
- De la cetatea eternă la zidul chinezesc (Ed. Junimea, 1993);
- Impresii europene (Ed. INSCR, 1996);
- Nostalgia jurnalului (Ed. INSCR, 1997);
- Laviuri eminesciene (Ed. Grafik-Art, 2000);
- Ipotești - topos eminescian (Ed. Geea, 2000) - în colaborare cu Constantin Prut;
- Vernisaje elective - vol.II (Ed. Augusta, Timișoara, 2000);
- Pictori și capodopere (Ed. Augusta, Timișoara, 2001);
- Ion Irimescu - eseu despre paradigma fidiacă (Ed. Princeps Edit, 2003) - album omagial;
- Pictură naivă (Ed. Sedcom Libris, 2004) - album;
- Album Corneliu Vasilescu, (Editura Art XXI, 2004);
- Un secol de arte frumoase la Iași (Ed. Art XXI, 2004);
- Fuga în Egipt - La pas prin lume. Călătorie prin 3 continente (Ed. Art XXI, 2004);
- Un secol de arte frumoase în Bucovina (Ed. Art XXI, 2005);
- Exerciții de fidelitate (Editura Art XXI, 2007)
- Mitologii subiective - Marcel Guguianu (Editura Art XXI, 2008), etc.
- Vernisaje Selective - (Editura Art XXI, 2010)
- Un secol de arte frumoase în Moldova - (Editura Art XXI, 2009)
- Dicționarul ilustrat al artelor frumoase din Moldova, 1800-2010 - (Editura Art XXI, 2011

## Premii obținute
- Premiul pentru eseu al Salonului Național al cărții, ediția a V-a, Iași (1993, 1996);
- Premiul "Carte frumoasă, cinste cui te-a scris", pentru albumul Mihai Eminescu (2000);
- Premiul "Vasile Pogor", atribuit de Primăria Municipiului Iași (2001);
- Premiul "Petru Comarnescu", acordat de filiala Iași a Uniunii Artiștilor Plastici din România (2001);
- Premiul Neoplanta al orașului Novi Sad (Iugoslavia) și Titlul de cetățean de onoare al localității Uzdin (Iugoslavia) (2002).
- Premiul pentru critică de artă al U.A.P.România (2003).
- Premiul Constantin Brâncuși acordat la Ateneul Român, de Marea Lojă Națională a României și Academia Română (2011).